# Jeanne Gang
Jeanne Gang (Belvidere, 19 de março de 1964) é uma arquiteta norte-americana e fundadora do Studio Gang. Em 2019, apareceu na lista de 100 pessoas mais influentes do ano pela Time.